# 大西譲治
大西 譲治（おおにし じょうじ、1949年2月20日 - ）は、愛媛県出身の元プロ野球選手（投手）。右投右打。

## 来歴・人物
松山北高3年生の時、1966年のプロ野球第1次ドラフト会議で中日ドラゴンズから6位指名されたが、都合により取消となる。
高校卒業後、社会人野球の河合楽器に進むが、殆ど登板しなかった。
1967年にドラフト外で中日ドラゴンズに入団。
オープン戦では、スタルヒンに似た投手と騒がれ話題となり登板したが、球は速いが制球難なのが致命傷で、1970年に一軍公式戦に出場する事がないまま引退。
父親が米人。上手投げの本格派、直球とカーブ、フォークボールを武器とする。

## 詳細情報

### 年度別投手成績
- 一軍公式戦出場なし

### 背番号
- 71 （1968年）
- 38 （1969年 - 1970年）